# ライフセービング (スポーツ)

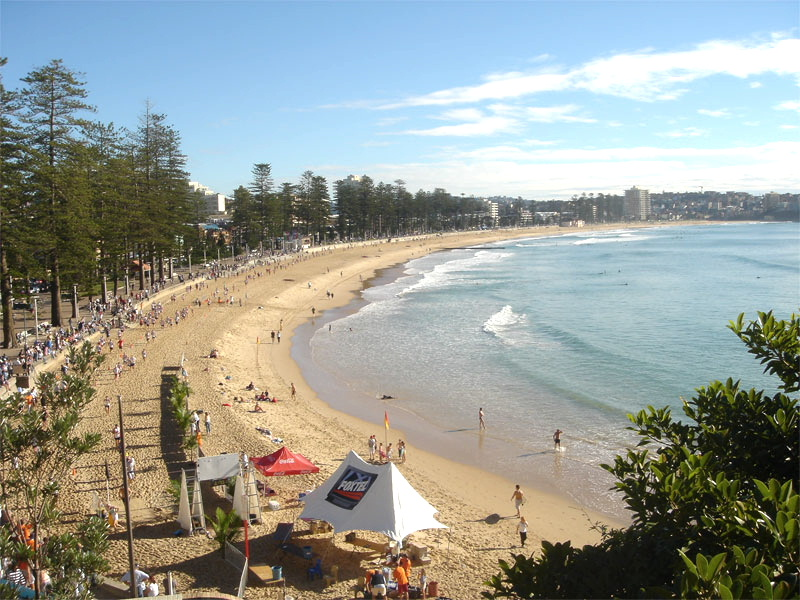
1908年に世界で初めてライフセービング大会が開かれたシドニー近郊のマンリー・ビーチ（2005年撮影）。

ライフセービングは、一般的に水難事故の防止や一次救命処置をボランティアで行う社会活動であるが、その訓練・技術をスポーツにまで昇華させたものがスポーツとしてのライフセービングである。選手はライフセーバーと呼ばれる。
人命救助の技術向上、海のシーズン直前やオフシーズンのトレーニングを兼ねて、サーフ・ライフセービング（海における救命活動）技術を競うスポーツとして誕生した。ライフセービングは、サーフ・ライフセービングの発祥の地であるオーストラリアのニューサウスウェールズ州を中心に発展し、現在ではオーストラリアの国技となっている。そのため日本でも競技名や使用器材などは英語をそのままカタカナ化したものが多い。海で行うオーシャン競技として始まったが、後にプールにおける救助を想定したプール競技も行われている。

## 意義
ライフセービングと他のスポーツが異なるのは、他人を負かせて勝つことではなく、最も迅速で確実に溺者を救助することをゴールとする点である。そのため競技は海辺やプールで行われ、実際の救助をシミュレートしている。オーシャン競技は海で行い、波の高さ、潮の速さ、風の強さや向き、気温などが一定していない自然環境のため、タイムは取らない。競技ごとに自然条件を考慮して戦略を考えるだけの経験と知識が必要である。一方、プール競技ではタイムを測り0.01秒を争う。
反則も、ライフセービング活動に即している。「溺者のサインを確認せずに飛び込む」「救助者がアシスト要請の合図を忘れる（合図をしていないのにアシスタントが来る）」という有り得ない状況は失格となる。「レスキューボードを手から離してしまう」「マネキンの鼻や口が水中にある」のも救命活動上起こってはならないことで失格とされる。ライフセービング競技では溺者を安全地点（ゴール）へ運んだ時点で終わりだが、実際の救助は安全地点に到着後直ちにCPRなど一連の救命処置を始める。そのため競技においてもライフセーバーがゴール後に倒れこむのはルール違反とされる。

## ライフセービング（スポーツ）の歴史

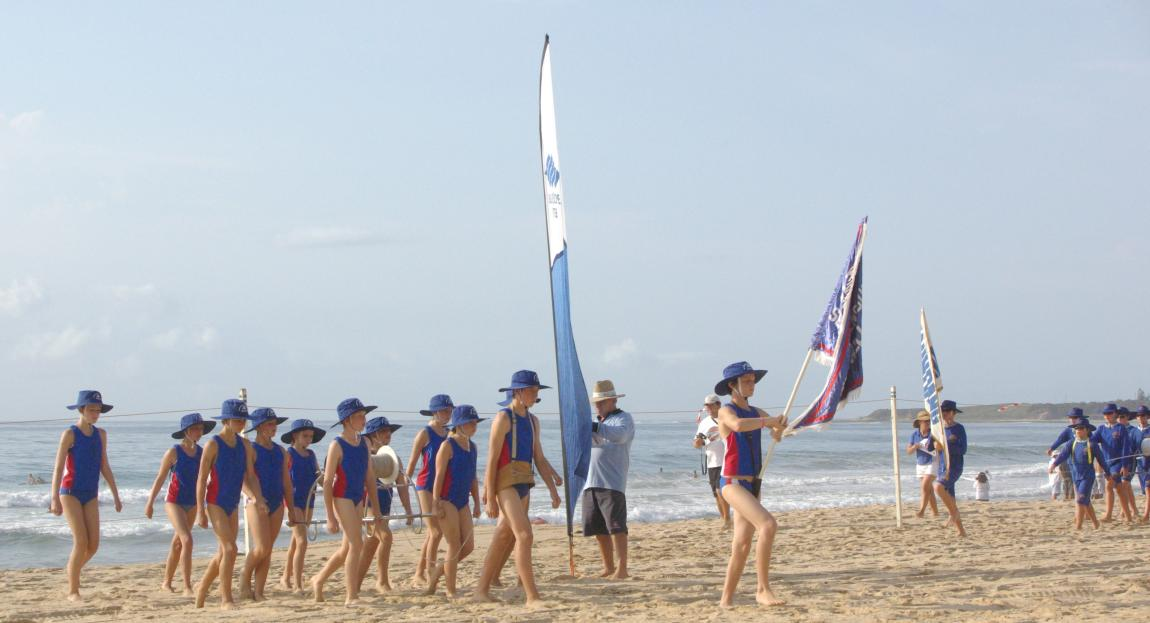
オーストラリア ニューサウスウェールズ州 スルー(Thirroul)でのサーフ・カーニバルで行進するニッパー達

1908年にサーフ・カーニバル(:en:Surf carnival)と呼ばれる大会がオーストラリア シドニー近郊のマンリー海岸(:en:Manly)で行われた。その後オーストラリア国内のみならず世界各地に広がり、サーフ・カーニバルと称するライフセービング大会があちこちで開かれている。
救命技術の発展や新しい救助器材の発明に伴い、1920年にはビーチ・スプリントとベルト・レースが、1946年にはロングボード（1970年にパドルボードと改名）、1947年にはビーチ・フラッグスとサーフスキー・レース、1966年にアイアンマンレース、1974年にタップリン・リレーが競技種目に加えられた。ロングボード（パドルボード）は1986年に削除され、ベルト・レースも2007年現在は行われていない。
マンリー海岸のサーフ・カーニバルから7年後の1915年、ニューサウスウェールズ州で初めての州規模大会（ニューサウスウェールズ・サーフ・ライフセービング大会）が開催される。1947年にはクィーンズランド州で州大会、1951年にはウェスタンオーストラリア州大会、と徐々にオーストラリア全土へと広がっていく。そして1956年にはオーストラリアのライフセーバー達がアメリカ、イギリス、南アフリカ、セイロン（現スリランカ）、ニュージーランドの選手を招聘し、ライフセービング技術を競う国際招待試合が行われた。1985年からオーストラリアでプロ競技会が開催され始める。1993年に国際ライフセービング連盟（en: International Life Saving Federation 略称ILS）が発足し、1994年より2年ごとにライフセービング世界選手権（通称 RESCUE）を開催している。
日本では1975年に鎌倉の材木座海岸で湘南指導員協会主催による第1回ライフガード大会が開かれた。現在は全日本ライフセービング選手権と名称を変え、2007年に第33回目を迎えている。

## 競技に使用する器材
実際に救助で使用するものと全く同じ器材もあるが、競技用に重さやサイズが変えられたものもある。
- サーフスキー：約6メートルの細いカヤック状の乗りもの。手ではなくパドルを用いる。かつては救助に用いられていたが、現在は競技で用いるのみ。

- パドルボード：ロングサーフボードに似たレスキューボードを競技用に軽くしたもの。

- マネキン：プール競技において、溺者の代わりを務めるマネキン人形。重さは約4kgだが、中に水が入ると約40kgになる。自力で浮くことができない小柄な成人女性程度の重さ[2]に想定されている。

- レスキューチューブ：実際に救助に用いられる。縦14センチ横95センチ程度の長方形のチューブ型浮き。たすき掛けができるようベルトが付いている。浮力があるため後部に浮かせたまま泳いで引っ張っていくことができる。チューブを溺者の体に巻きつけ浜辺まで運ぶ。

- レスキューボード：実際に救助で用いられる。サーフィンに用いるロングサーフボードを改良したもので、ロングボードより長く重く、また浮力がある。両手の手のひらで水をかきながら進み、救助した者をボードに乗せて安全な場所まで運ぶため安定性にも優れている。安定性よりもスピードを重視したものはマリブボードと呼ばれる[2]。

## 競技種目
海辺で行われるオーシャン競技は海の中に入るサーフ種目と、浜辺で競うビーチ種目とに分かれる。プールでの水難救助を目的としたものはプール競技（室内競技、インドア競技）と呼ばれ50mプールで行われる。
国際ライフセービング連盟(ILS)が認定している種目はオーシャン競技12種目、プール競技10種目、シミュレーテッド・エマージェンシー・リスポンス（Simulated Emergency Response Competition SERC 緊急対応シミュレーション）競技1種目である。

### オーシャン競技
各競技の図解(pdf)を参照

#### サーフ種目
アイアンマン（アイアンウーマン）レース
水中からスタートし、沖合いにあるブイまでスイム（水泳）・パドルボード・サーフスキー3種類での往復を一人でこなすトライアスロン。種目間を移動するときは走らなければならない。「鉄人レース」の名のとおり、スタート直後の心拍数が180近くまで上がるという最も過酷な競技であるとともに、最も盛り上がる花形競技である。勝者には「ミスター（ミス）・ライフセーバー」の称号が与えられる。3種目の順番はくじ引きで決められる。
サーフスキー・レース
かつて救助に用いられていたサーフスキーによるレース。250m沖のブイを迂回して戻って来る事で競う。スタート地点とゴールが水際である点が他の競技と違う。
タップリン・リレー
タップリン(Taplin)は考案者の名前に由来。アイアンマンレースと同じコースを、スイム・パドルボード・サーフスキーの各種目を3人で受け持ちリレーを行う。学生選手権では、6人1チームで、各種目を2人ずつでこなす。3種目の順番はくじ引きで決める。アイアンマンレースに次いで人気のある競技。
パドルボード・レース
合計800mのコースをパドルボードで競う。パドリングの速度はもちろん、沖に出るのに波にぶつかっていくか反転してやりすごすかを見極めたり、直線で向かわず最大限に波を利用するポイントから入っていくなど実用的な技術が問われる。
ラン・スイム・ラン
文字通り、走って、泳いでまた走る。陸上を溺者に最も近い位置まで走り、泳いで溺者を救助した後、陸上に引き上げるという救助活動を模したもの。ライフセーバーが日頃から行っている基礎トレーニングの一手法であるが、競技においては海岸200mを走り、120m沖のブイ間で泳ぎ、さらに7連ブイのある142mと迂回して浜に戻りまた200m走りゴールする。苛酷な競技の一つである。
レスキューチューブ・レース
レスキューチューブ技術を争う競技。4人1チームで、1人が溺者として沖に待機し、1人が救助者、残る2人が救助サポートをする。溺者は沖でヘルプの合図を出す。救助者はレスキューチューブとフィンを装着して救助に向かい、サポート役の2人にアシストを頼む合図を送り、溺者をチューブで巻き、浜まで泳いで引っ張っていく。波打ちぎわでサポート役2名が溺者を引き上げゴールラインまで運ぶ。
レスキューボード・レスキューレース
レスキューボードでの救助技術を争う競技。2人1組で、溺者役の1人が沖まで泳ぎ、もう一人が救助に向かう。2人でパドリングして戻ってくる。スタート地点は浜だが、ゴールは指定された波打ち際である。救助者役の選手は、溺者として沖にいる選手の「助けてサイン」を確認してから救助をスタートする。

#### ビーチ種目
1✖3ビーチリレー
全日本学生選手権大会でのみ行われる。3名が1チームとなって1kmずつをリレーで走る。
ビーチ・スプリント
砂浜90mを疾走する競技。やわらかい砂の上を走るため陸上のスプリントとは異なる。砂浜という特殊な環境のため、瞬発力より慣れがものをいう競技と言われる。また海岸によって砂の質が異なるため、砂質に合った走りが要求される。
ビーチ・フラッグス
日本で最もよく知られている競技。競技者は目標とは反対側にうつ伏せになり、かかとを揃え両手をあごの下に置いて待機。号砲で飛び起きて20m先のフラッグまで全力疾走、ダイビングで取る。フラッグの数は数は全競技者より一本少なく、取り損ねた者から脱落する（椅子取りゲームと同じ）。待機していて沖にいる溺者を発見した際、直ちに後方の監視塔にある救命器材を選んで溺者へ直行するという状況を競技化したものである。
ビーチ・リレー
ビーチスプリントと同じ90mコースを4人でリレーするもの。直線コースであるため、向かい合って行き違う際にバトンを渡す。
2kmビーチ・ラン
海岸に建てられた1km間隔の旗を2往復する長距離種目。
CPR（心肺蘇生法）コンテスト
1人あるいは2人1組でレサシ・アン（結果が電子回路により記録・出力出来る心肺蘇生法の訓練用人形）を用いてCPRを行う。3分の間で技術の速度と正確さを競う。CPRはライフセーバー全員が獲得しているべきスキルであるため、CPRコンテスト出場選手は主催側が当日ランダムで選ぶ。

### プール競技
各競技の図解を参照
障害物スイム
70センチの深さのネットを2箇所に張り、その下を潜って200m自由形で泳ぐ。
障害物リレー
障害物スイムと同じコースを、50mずつ4人1組でリレーをする。
スーパーライフセーバー
最も過酷なプール競技。75m泳ぎ、底にあるマネキン人形を引き上げて25m泳いだ後マネキンを放す。5m以内でフィンとレスキューチューブを付け50m泳ぐ。今度はマネキンを受け取って5m以内で腕の下にレスキューチューブを付けゴールまで運ぶ。合計200m泳ぐ。
マネキン・キャリー (Mannequin Carry)
自由形で25m泳ぎ、底にあるマネキンを引き上げ、残り25mはマネキンを抱えて泳ぐ。合計50m。
マネキン・キャリー・ウィズフィン (Mannequin Carry with Fin)
フィンを付け自由形で50m泳ぐ。底にあるマネキンを引き上げ、残り50mはマネキンを抱えて泳ぐ。合計100m。
マネキン・トウ・ウィズフィン (Mannequin Tow with Fin)
フィンとレスキューチューブを付け50m泳ぐ。マネキンを受け取って5m以内に腕の下にレスキューチューブをつけ、引っ張って泳ぐ。合計100m。
マネキン・リレー
4人が1チームとなり、25mずつ泳ぎながらマネキンを運びリレーをする。救助者の体力が尽きそうになった時に、他の救助者達が作業を引き継ぐ場合を想定した競技。
メドレーリレー
4人によるメドレー競技。第一泳者が自由形で50m泳ぎ、第二泳者はフィンを付けて50m泳ぐ。第三泳者はフィンを付けずレスキューチューブを肩にかけて50m泳いだ後、第四泳者はフィンを付けてレスキューチューブをかつぎ、それに第三泳者が両手でつかまり二人で50m泳ぐ。
ライン・スロー (Line Throw)
プールサイドから12メートル先にいる溺者にスローライン（ロープ）を投げて、30秒以内に救助する競技。何度投げてもよいが、30秒以内に救助できなければ失格。
レスキューメドレー
個人競技。自由形で50mを泳いだあと、男子20m・女子15mの潜水で底にあるマネキンを引き上げる。マネキンを抱えて男子30m・女子35m泳ぐ。

### SERC
シミュレーテッド・エマージェンシー・レスポンス競技（SERC）
4人で1チームを構成し、競技前にロックアップエリア(Lock-up area)と呼ばれる場所に隔離されプールで何が起こっているのかは見えず聞こえない。プールには泳力がある者ない者、意識がある者ない者といった様々な溺者、負傷者、病気になった者などを演じる人間やマネキンが配置される。競技者はスタートの合図でプールに誘導され、発見順にあらかじめ備えられた器材のみを使って、それぞれの状況に応じた救助や応急手当てのシミュレーションを行う。競技時間は1分30秒から2分。正確さと速さが審査される。

## 日本国外の大会

### ライフセービング世界選手権(RESCUE)

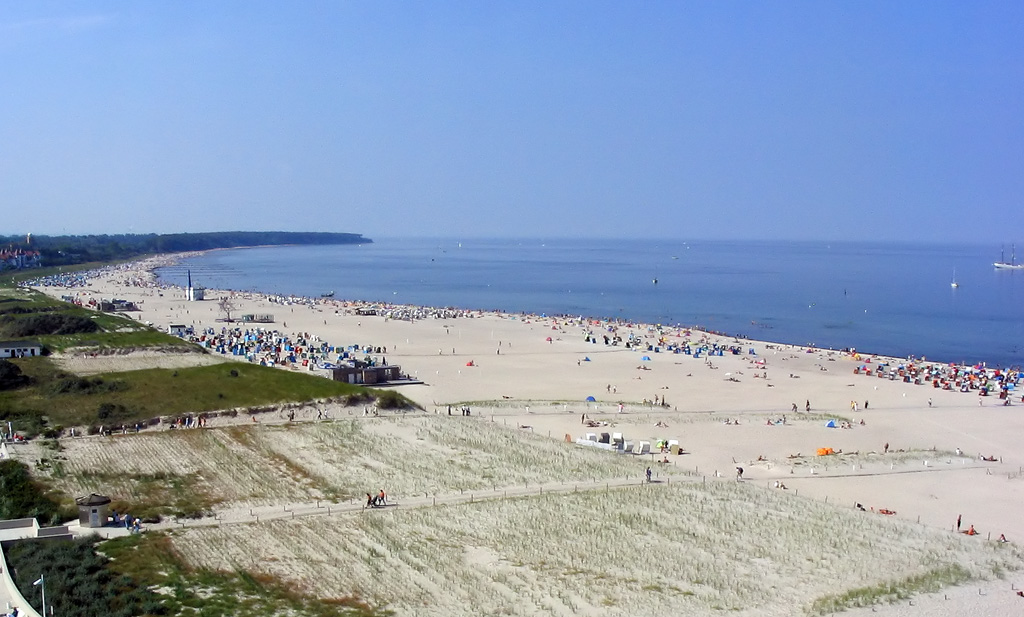
2008年度世界選手権が開催されるドイツメクレンブルク＝フォアポンメルン州ヴァルネミュンデ海岸

1993年に国際組織である国際ライフセービング連盟が設立され、翌年1994年より2年ごとに開催されている世界で最も権威ある競技会。開催地によって開催月が変わる。国別にオーシャン競技、プール競技、SERC競技の3種類すべてを競い合う。
|             | 開催年月             | 開催地                                                                  |
| ----------- | -------------------- | ----------------------------------------------------------------------- |
| RESCUE 94   | 1994年               | ウェールズ カーディフおよびイギリス コーンウォール州ニューキー          |
| RESCUE 96   | 1996年               | 南アフリカ共和国 ダーバン                                               |
| RESCUE 98   | 1998年               | ニュージーランド オークランド                                           |
| RESCUE 2000 | 2000年               | オーストラリア シドニー                                                 |
| RESCUE 2002 | 2002年5月            | アメリカ合衆国 デイトナビーチおよびオーランド                           |
| RESCUE 2004 | 2004年9月            | イタリア ヴィアレッジョ                                                 |
| RESCUE 2006 | 2006年2月            | オーストラリア ジーロングおよびローン                                   |
| RESCUE 2008 | 2008年7・8月開催予定 | ドイツ ベルリンおよびメクレンブルク＝フォアポンメルン州ヴァルネミュンデ |
| RESCUE 2010 | 2010年10月開催予定   | エジプト アレキサンドリア                                               |

### 日本国外のその他の大会
ILSアジア太平洋地区ライフセービング大会
国際ライフセービング連盟に加盟する国のうち、アジア太平洋地区に所属する国を対象にしたプール競技の大会。参加国は日本、中国、台湾、シンガポール、マレーシア、オーストラリア、イランなど。8月5日にシンガポールで行われた2007年大会では日本はオーストラリアに次いで二位となった。
インターナショナル・サーフレスキュー・チャレンジ (International Surf Rescue Challenge)
オーストラリア・サーフライセービング協会(en:Surf Life Saving Australia 略称SLSA)主催による国際サーフ競技会。2007年度は11月29日から12月1日までシドニーのボンダイ・ビーチ(en:Bondai Beach)にて行われる予定。
全豪サーフライフセービング選手権 (Australian Surf Life Saving Championships)
約6500名のオーストラリア選手と外国人選手が参加するサーフ競技の国際大会。観客が多数訪れ、テレビでも放映される。2007年度は3月20日から25日に西オーストラリア州パースのスカボロ・ビーチで行われた。日本選手は23名が参加し、予選通過は3名。1名が銅メダルを獲得し、残り2名も入賞した。
全米ライフガード選手権 (National Lifeguard Championships)
1960年代に始まったアメリカ合衆国ライフセービング協会主催のオーシャン競技大会。アメリカではライフガード職に就く者が多く、ライフセーバーよりもライフガードという呼称が用いられる。2007年度大会は8月9・10日にサウスカロライナ州マートルビーチで行われた。全員を対象にしたオープン競技のほか、65歳以上を対象にしたシニアと18歳以下のジュニア、30歳から64歳までを5歳ごとに区切ったカテゴリがある。

## 日本国内の大会
日本全国規模の公式競技会は、全日本、インドア、インカレ、サーフ・カーニバルの四つ。ライフセービングが人命救助に発祥を持つ競技ということから、日本ライフセービング協会では「海水浴場等で監視および事故予防・救助に従事したもの」（つまり正式なライフセーバーやライフガード）にしか競技参加資格を与えていない。
ライフセービング活動の歴史が長い神奈川県はオーシャン競技とプール競技両方で小・中学生も参加できる県大会を開催しており、育成プログラムが充実している。またサーフスポーツが盛んな土地柄であり、日本ライフセービング協会に正式登録した大学が3校、一般クラブが15もある上、藤沢市の片瀬西浜をはじめ競技会の会場となるビーチも多く、強豪ライフセーバーが多数生まれている。

### 全日本ライフセービング選手権
日本で最も権威ある公式大会。略称全日本。日本ライフセービング協会主催で、毎年9月から10月にかけて行われるオーシャン競技大会。海水浴シーズンが終わった直後の9月に東日本と西日本でそれぞれ地区予選が行われ、シーズン中に鍛えた成果を発揮する。予選を通過した選手と、前回大会の上位入賞者に競技資格がある。過去1年間にライフセービング活動をした者しか参加できない。
第33回となった2007年度大会は10月6・7日に藤沢市片瀬西浜で行われ、50チーム1015人が参加した。RESCUE2008（世界選手権）へ出場する日本代表選手の選考競技会を兼ねていたため熾烈な戦いとなったが、台風のため3種目が中止された。総合優勝は西浜SLC（神奈川県藤沢市）。

### 全日本ライフセービング室内選手権大会
略称インドア。15歳以上（中学生不可）の者で、過去1年間に25時間以上活動した者が参加できるプール競技（SERC競技含む）の公式大会。2008年5月17・18日に第21回大会が開催され、総合優勝は日体大LSC準優勝大竹SLC（茨城県鉾田市）。

### 全日本学生ライフセービング選手権大会
19歳以上の大学・専門学校に在籍する者で、なおかつ過去1年間にライフセービング活動を行った者によるオーシャン競技の公式大会。通称インカレ。第28回大会2013年9月男子優勝日本体育大学・国際武道大学（同点優勝）女子優勝早稲田大学2012年9月千葉県御宿中央海岸で行われた第27回大会における総合優勝は、男子が日本体育大学ライフセービングクラブ（東京都世田谷区）、女子も同じく日本体育大学ライフセービングクラブアベック優勝（通算7回）を成し遂げた。全日本学生ライフセービング選手権大会（競技）おいて大学ライフセービング界の草分け日体大（2013年度男子28回大会中19回優勝「6連覇含む」）が強豪で「打倒NITTAI」を掲げる東海大学湘南校舎ライフセービングクラブ（優勝4回）国際武道大学（2回）順天堂大学（1回）国士舘大学（1回）日本大学（1回）が追う。女子は日本体育大学・東海大学湘南校舎ライフセービングクラブが通算優勝9回最多で、続いて東京女子体育大学ライフセービングクラブ（2回）早稲田大学ライフセービングクラブ（１回）でそれを追う。2010年2月には静岡県の古橋広之進記念浜松市総合水泳場にて記念すべき初の第１回全日本学生ライフセービングプール競技選手権大会（室内プールで行うライフ競技、略称プールインカレ）が実施され男女とも日本体育大学がアベック優勝を果たしている。男子の準優勝は東海大学湘南校舎ライフセービングクラブ女子の準優勝は日本女子体育大学ライフセービングクラブ。

### 全日本ライフセービング種目別選手権大会
別名は、2006年までジャパン・サーフ・カーニバル、2007年よりDHLサーフ・カーニバル。略称はサーフ・カーニバル。海水浴シーズン前に技術や団結を更に確固とするため、毎年6月頃に開催される。2007年度は6月2・3日に開催された。種目ごとに上位8名個人を表彰するため、総合優勝はない。

### 日本国内のその他の大会
ジュニア競技会
日本ライフセービング協会主催の小・中学生を対象にしたライフセービング大会。2007年8月26日に第4回大会が開催された。ビーチフラッグス、ラン・スイム・ラン、ニッパーボード（子ども用レスキューボード）を用いたパドルボードレースのオーシャン競技を行う。小学3年以下、小学4年から6年、中学1年から3年に分けて表彰する。
三洋物産インターナショナル・ライフセービング・カップ
日本ライフセービング協会主催、三洋物産が協賛するオーシャン競技の国際大会。2007年度は9月1日に藤沢市の片瀬西海岸で行われた。参加国は日本、オーストラリア、南アフリカ共和国、アメリカ合衆国、英国。総合成績はオーストラリア、南アフリカに次いで日本が三位。
オーシャンサーフチャレンジ in 白浜
地元住民との友好を深め、ライフセーバーの交流会も兼ねる西日本のライフセービング競技会。海開きに備えて毎年6月に和歌山県西牟婁郡白浜町（南紀白浜）で行われる。
海救（かいきゅう）
1996年よりジャパン・ライフセービング・グランプリとして始まり、2006年にジャパン・ライフセービング・スーパーシリーズ海救と改名。9月から10月にかけて、毎年開催する場所を変えて3箇所のビーチを転戦するサーキット形式で行う。2007年の3ラウンド総合優勝は九十九里LC。

## 日本人ライフセーバー
世界選手権に出場するレベルのライフセーバーであっても、消防士や警備員や一般会社員などの本職、あるいは芸能活動やアルバイトなどの副業で生計を立てており、通常大会の遠征費用も自己負担である。
日本では大学のライフセービング部へ入部後にライフセービング活動を開始するのが典型的なパターンであるため、ライフセーバーには大卒者が多い。小・中・高校で水泳部に属していた者が多いが、日本代表レベルの選手やプロライフセーバーには高校まで泳げなかった者、他のスポーツからの転向組もいる。

### プロ・ライフセーバー
プロライフセーバーとは救命活動のプロではなく、ライフセービング（スポーツ）におけるプロ選手を指す。現時点では日本にライフセービングのプロを育成する企業やクラブ、プロスポーツ・シリーズ、賞金の出る大会などはない。そのため日本人プロライフセーバーという時には、海外のライフセービング・プロスポーツ・シリーズに所属したことがある者、大会で賞金を得たことがある者など選手として報酬を得た者を指す。
2007年現在、日本人プロライフセーバーとしてメディアに紹介されるのは以下の4名。
- 飯沼誠司：1974年生まれ。小学校から高校までは競泳選手。東海大学体育学部へ入学後にライフセービング部に入部。日本人初のプロとして、オーストラリアのワールド・シリーズとシーズン契約を結ぶ。アイアンマンレースを得意とし、全日本選手権5連覇、全米選手権5位。現在はタレントとしてバラエティ番組や映画、ドラマに出演する一方、2007年度の全日本でも準優勝を果たした[22]。

- 佐藤文机子：1974年生まれ。3歳から水泳を始め、中学・高校と競泳選手。日本大学文理学部体育学科へ入学後にライフセービング部へ。全日本選手権、ラン・スイム・ラン10連覇、アイアンウーマンレース8連覇。全米選手権アイアンウーマンレース優勝2回。世界選手権サーフスキー・レース7位。日本人女性として初めてプロ契約（ワールド・シリーズ）を結ぶ。現在はU22日本代表監督として国際競技会に参加している。[23]

- 遊佐雅美：1973年生まれ。小学校は器械体操、中学・高校は陸上選手。東京健康科学専門学校へ入学後ライフセービングを始める。ビーチ・フラッグスにおいて日本選手権15連覇（2007年現在も更新中）、全豪選手権 優勝1回、全米選手権 優勝2回、世界選手権 優勝2回の世界チャンピオン。グリコ『カフェオーレ』のコマーシャル、SASUKEなどのテレビ番組にも出演している。西浜ライフセービングクラブ、フルキャスト・スポーツ所属。[20]

- 荒木汰久治：1974年生まれ。高校はバドミントン部。東海大学海洋学部へ入学後にライフセービング部に入部。ボードやカヤックとくにアウトリガーカヌーの専門家として有名。全日本選手権サーフスキー部門で優勝4回、準優勝1回、世界選手権6位。厳密にはプロ・ライフセーバーではなく、プロ・オーシャンアスリートとして海における様々なスポーツ競技大会で賞金を稼いでいる[24]。

### 著名なライフセーバー
- 鯨井保年：1968年生まれ。東海大学時代にトライアスロン・水泳を通じてライフセービングに出逢う。東海大学ライフセービング部出身。ビーチフラッグスの第一人者でライフセービング世界チャンピオン。卒業後湘南ひらつかライフセービンククラブ所属。現在はカートプロモーション[25]に所属してタレント活動を行う。ドキュメンタリー「情熱大陸」（1998年6月28日）、「彼らの海」（1999年の第1回「ウォーターマンに憧れて」）に出演。書籍「遊YOUキッズ海あそび」（ベースボール・マガジン社）を著したこともある。2001年10月、覚醒剤と大麻の所持で逮捕。

- 中曽根麻世：1982年生まれ。高校までは水泳部に所属し、専修大学でサーフライフセービングに入部。佐藤文机子に続いて全日本選手権にてアイアンウーマン3連覇(2007年現在も更新中)。資生堂TSUBAKIのCMに出演。九十九里ライフセービングクラブ所属[26]。

- 三浦貴大：1985年生まれ。順天堂大学ライフセービング部出身　現俳優として活躍、父は三浦友和、母は山口百恵（現姓・三浦）。順天堂大学ライフセービング部は2000年全日本学生ライフセービング選手権大会において団体総合優勝している強豪チームである。

- 寺門嘉之：1970年生まれ。全日本学生ライフセービング大会（インカレ）・世界大会などで活躍。日本体育大学ライフセービングクラブ出身　海猿を育てる　NHKプロフェッショナル仕事の流儀　第31回冷静に、心を燃やす出演　　海上保安官羽田特殊救難基地特殊救難隊隊長（指導教官）

## 記念切手
ワールドゲームズ2001では記念切手が発行されている。